# Vitkî, Hlobîne
Vitkî (în ucraineană Вітки) este un sat în comuna Manjelia din raionul Hlobîne, regiunea Poltava, Ucraina.

## Demografie
Componența lingvistică a localității Vitkî
     Ucraineană (100%)
Conform recensământului din 2001, toată populația localității Vitkî era vorbitoare de ucraineană (100%).